# George Forrest (botaniste)
Pour les articles homonymes, voir Forrest.
George Forrest, né le 13 mars 1873 à Falkirk (Écosse) et mort le 5 janvier 1932, près de Tengchong (Yunnan), est un botaniste écossais, spécialiste de la flore de Chine et explorateur du sud-ouest du Yunnan, alors province reculée peu explorée.

## Biographie
Après un apprentissage chez un chimiste, Forrest décide de voyager en Australie grâce à un petit héritage. Il part en 1891 où il exerce diverses professions dont chercheur d'or et éleveur de moutons. Il rentre en Europe en 1902. Le professeur Bayley Balfour l'engage en 1903 à l'herbier du jardin botanique royal d'Édimbourg. Un an plus tard, il le recommande à Arthur Kilpin Buley, horticulteur fortuné et négociant en coton, qui a l'intention de financer une expédition au Yunnan, pour y collecter des plantes rares et en particulier des rhododendrons dont la province est riche.
Forrest part en 1904, accompagné de dix-sept autres collecteurs. Il est accueilli par les missionnaires de la Société des missions étrangères de Paris qui sont les rares Européens à s'y être établis. Mais il est pris dans la région de Tsekou par la révolte de 1905 qui vise tous les étrangers et manque de mourir. Il est témoin des atrocités que certaines lamaseries de l'école des bonnets jaunes commettent à l'égard des missionnaires et de leurs paysans convertis. Huit nuits durant, pourchassé par d'énormes dogues tibétains, il court vers le sud, où il est recueilli par des villageois Lissous qui l'aident à s'échapper de la région.
Il récolte nombre d'espèces de rhododendrons inconnues ainsi que des arbustes et autres plantes.
Forrest fit sept expéditions au Yunnan, recueillant plantes et graines pour l'herbier d'Édimbourg qui représentent un total de 31 000 spécimens. Il découvrit un jour une nouvelle espèce, Rhododendron giganteum, dont un spécimen de 24 mètres de haut avec un tronc de 2 mètres de circonférence. Il en fit abattre une partie et les cercles annuels révélèrent qu'il avait 280 ans. Outre cette espèce, il découvrit plus de trois cents espèces nouvelles de rhododendrons, et une cinquantaine d'espèces de primevères. L'épithète forrestii est accolée en son honneur à une trentaine d'espèces botaniques.
Il épouse Clementine Traill en 1907, dont il a trois fils.
En 1932, alors qu'il est aux environs de Tchengdong, dans les collines, il meurt foudroyé d'une crise cardiaque. Il est enterré à Tchengdong, auprès de son ami George Litton qui était consul et qui mourut vingt-six ans avant lui.

## Hommages
Genres
- (Commelinaceae) Forrestia A.Rich.[6]
- (Rhamnaceae) Forrestia Raf.[7]

Espèces
- (Acanthaceae) Gutzlaffia forrestii S.Moore[8]
- (Acanthaceae) Pteracanthus forrestii (Diels) H.P.Tsui[9]
- (Apiaceae) Acronema forrestii H.Wolff[10]
- (Apiaceae) Carum forrestii M.Hiroe[11]
- (Apiaceae) Hansenia forrestii (H.Wolff) Pimenov & Kljuykov[12]
- (Aquifoliaceae) Ilex forrestii Comber[13]
- (Araliaceae) Pentapanax forrestii W.W.Sm.[14]
- (Asclepiadaceae) Cynanchum forrestii Schltr.[15]
- (Asclepiadaceae) Tylophora forrestii M.G.Gilbert & P.T.Li[16]
- (Asclepiadaceae) Vincetoxicum forrestii (Schltr.) C.Y.Wu & D.Z.Li[17]
- (Asteraceae) Archiserratula forrestii (Iljin) L.Martins[18]
- (Asteraceae) Artemisia forrestii W.W.Sm.[19]
- (Asteraceae) Aster forrestii Stapf[20]
- (Asteraceae) Cacalia forrestii (W.W.Sm. & Small) Hand.-Mazz.[21]
- (Chenopodiaceae) Sclerolaena forrestiana (F.Muell.) Domin[22]
- (Ericaceae) Pyrola forrestiana Andres[23]
- (Fabaceae) Cracca forrestiana (F.Muell.) Kuntze[24]
- (Fabaceae) Acacia forrestiana E.Pritz.[25]
- (Myrtaceae) Eucalyptus forrestiana Diels[26]
- (Orchidaceae) Bulbophyllum forrestii Seidenf.[27]
- (Pinaceae) Abies forrestii Coltm.-Rog.[28]
- (Pinaceae) Tsuga forrestii Downie[29]
- (Primulaceae) Androsace forrestiana Hand.-Mazz.[30]
- (Rosaceae) Rosa forrestiana Boulenger[31]
- (Rosaceae) Rubus forrestianus Hand.-Mazz.[32]
- (Scrophulariaceae) Buddleja forrestii Diels
- (Scrophulariaceae) Pedicularis forrestiana Bonati[33]
- (Thymelaeaceae) Banksia forrestiana (F.Muell.) Kuntze[34]
- (Violaceae) Viola forrestiana W.Becker[35]
- (Vittariaceae) Haplopteris forrestiana (Ching) E.H.Crane[36]
- (Vittariaceae) Vittaria forrestiana Ching[37]

## Distinctions
- 1921 : Médaille d'honneur Victoria de la Royal Horticultural Society
- 1927 : médaille commémorative Veitch
- 1924 :  membre de la Linnean Society of London

## Source
- (en) Cet article est partiellement ou en totalité issu de l’article de Wikipédia en anglais intitulé « George Forrest (botanist) » (voir la liste des auteurs).